# 纽克谢尼察区
纽克谢尼察区（俄语：Нюксенский район）是俄罗斯联邦沃洛格达州下辖的一个区，其行政中心为纽克谢尼察。据2016年统计，该区的人口为8789人。